# 小泉まりえ
小泉 まりえ（こいずみ まりえ、1965年5月11日 - ）は、日本の女性小説家。おうし座。血液型はO型。東京在住。
主にライトノベル系・少女小説系の文庫レーベル『講談社X文庫ティーンズハート』と『パレット文庫』で活躍中。昔は漫画家だったという経歴がある。

## 作品リスト
- ま・り・あ （イラスト：武内直子）
- マーメイド・ぱにっく① （イラスト：武内直子）
- マーメイド・ぱにっく② （イラスト：武内直子）
- マーメイド・ぱにっく③ （イラスト：武内直子）
- マーメイド・ぱにっく④ （イラスト：武内直子）
- あたしのわがままを聞いて… （イラスト：武内直子）
- 絶対、彼を奪ってみせる! （イラスト：武内直子）
- 彼女のことは忘れて! （イラスト：小椋真空）
- 好きな人をとらないで! （イラスト：小椋真空）
- 好きになった人は友達だから… （イラスト：小椋真空）
- 好きって気持ち知ってるくせに! （イラスト：小椋真空）
- 好きになってゴメンね… （イラスト：小椋真空）
- 好きになってもいいの? （イラスト：小椋真空）
- バレンタインなんてきらい （イラスト：小椋真空）
- あの子を好きにならないで! （イラスト：小椋真空）
- あたしの好きな人を教えて! （イラスト：小椋真空）
- アイドルを好きじゃだめなの? （イラスト：小椋真空）
- ママにはないしょの一泊旅行 （イラスト：小椋真空）
- ママにはないしょのプロポーズ （イラスト：小椋真空）
- ママにはないしょのハネムーン （イラスト：小椋真空）
- 好きな人のためにダイエットします! （イラスト：小椋真空）
- 「好き」って伝えてもらったのに! （イラスト：小椋真空）
- あたしだって好きなのに! （イラスト：小椋真空）
- もう一度「好き」って言わせてください! （イラスト：小椋真空）
- 失恋しても好きだから… （イラスト：小椋真空）
- あたしはこんなに好きなのに! （イラスト：小椋真空）
- あたしのこと好きだよね? （イラスト：小椋真空）
- 別れたけど好きなの! （イラスト：小椋真空）
- 好きなのは彼だけ! （イラスト：小椋真空）
- 好きな人を忘れる方法 （イラスト：小椋真空）
- 大好きだけど告白できない! （イラスト：小椋真空）
- 好きな人から告白されたけど! （イラスト：小椋真空）
- 同じ人を好きなんて! （イラスト：小椋真空）
- ずっと好きじゃいられないの? （イラスト：小椋真空）
- あたしを好きって本当ですか?
- しあわせになろうよ! ―少女まんが恋愛教室
- ライバルはおことわり! ―少女まんが恋愛教室
- 「好き」って言いたい! （イラスト：北川みゆき）
- 今だけの恋じゃいや! （イラスト：北川みゆき）
- 好きになっちゃだめ! （イラスト：北川みゆき）
- 好きな人なんかいないもん! （イラスト：北川みゆき）
- 好きな人がほしい! （イラスト：北川みゆき）
- 友達の彼が好き! （イラスト：北川みゆき）
- あたしを好きになって! （イラスト：北川みゆき）
- な・い・し・よ☆ （イラスト：高田タミ）
- ピュア （イラスト：高田タミ）
- ラブ・パワー （イラスト：高田タミ）
- セカンド☆ボーイ （イラスト：高田タミ）
- かなしい魔法 （イラスト：高田タミ）
- 彼なんかいらない! （イラスト：いでまゆみ）
- 彼は友達の好きな人 （イラスト：真木ひいな）
- 彼の気持ち知りたいの （イラスト：すぎ恵美子）
- ハートをください （イラスト：すぎ恵美子）
- 彼を思うと涙がでるの （イラスト：高瀬由香）